# Caserne d'Heikkilä
La caserne d'Heikkilä (finnois : Heikkilän kasarmi) est une caserne situé dans les quartiers de Pihlajaniemi et Vähäheikkilä à Turku en Finlande.

## Histoire
La caserne d'Heikkilä est située derrière Korppolaisvuori au sud-ouest du centre-ville le long du littoral.
La construction de la caserne a commencé à l'automne et à l'été 1915 et était presque terminée avant que les troupes russes ne quittent la Finlande devenue indépendante.
Le bâtiment principal, achevé en 1917, a été conçu à l'origine comme un hôpital naval, mais en raison de la guerre, il a été transformé en caserne pour les troupes russes. 
Pendant la Première Guerre mondiale, la deuxième station aérienne maritime de la 5ème division aérienne de la 2ème brigade d'aviation de la flotte russe de la Baltique a opéré dans la zone jusqu'à l'automne 1917. 
Le bâtiment principal de la caserne, achevé la même année, a été construit comme quartier général et bâtiment de caserne pour le service de messagerie de la flotte de la Baltique.
Après la révolution russe et avec l'indépendance de la Finlande, la station aéronavale a été utilisée en mai 1918 par l'armée de l'air finlandaise nouvellement créée comme lieu d'entraînement pour les pilotes, les observateurs et les mécaniciens. 
Cependant, en octobre 1918, l'école de pilotage a été déplacée à Santahamina.
En juin 1918, une unité d'infanterie est rassemblée dans la zone de la caserne, elle sera fut plus tard nommée régiment de Pori. 
Dans la région de Turku, les unités du régiment étaient aussi stationnées dans la Caserne de Sirkkala et la caserne de Turku. 
Pendant la guerre de continuation, après le départ du régiment de Pori, un peu plus de 400 volontaires estoniens, dont des soldats de la marine, ont été entraînés dans la zone de la caserne d'Heikkilä.
Le bâtiment a servi de caserne jusqu'à la fin du XXe siècle. La caserne était l'emplacement du régiment de défense aérienne du nord de la Finlande depuis 1967.
Les locaux du bâtiment principal du quartier de la caserne d'Heikkilä ont été rénovés au cours des années 2006-2007 pour répondre aux besoins de l'Etat-Major de la Marine (MERIVE) (fi).
En décembre 2007, l'état-major de la marine à quitté Lauttasaari pour s'installer dans la caserne d'Heikkilä et il a commencé à opérer dans le bâtiment principal au début de 2008.

## Protection
La direction des musées de Finlande a classé la caserne d'Heikkilä parmi les sites culturels construits d'intérêt national en Finlande.